# John Lamb Lash
Pour les articles homonymes, voir Lash.
 (février 2021).
Si vous disposez d'ouvrages ou d'articles de référence ou si vous connaissez des sites web de qualité traitant du thème abordé ici, merci de compléter l'article en donnant les références utiles à sa vérifiabilité et en les liant à la section « Notes et références ».
 (août 2025).
Motif : 12 ans après la création de la page, la notoriété de cet auteur et universitaire n'est pas probante (et pas d'interwiki).
- Archive Wikiwix
- Bing
- Cairn
- DuckDuckGo
- E. Universalis
- Gallica
- Google
- G. Books
- G. News
- G. Scholar
- Persée
- Qwant
- (zh) Baidu
- (ru) Yandex
- (wd) trouver des œuvres sur Wikidata

| 1. | Préciser le motif de la pose du bandeau. | Précisez le motif de la pose du bandeau en utilisant la syntaxe suivante : {{admissibilité à vérifier\|date=août 2025\|motif=remplacez ce texte par le motif}}                      |
| 2. | Informer les utilisateurs concernés.     | Pensez à avertir le créateur de l'article, par exemple, en insérant le code ci-dessous sur sa page de discussion : {{subst:avertissement admissibilité à vérifier\|John Lamb Lash}} |

John Lamb Lash, né en 1945 dans le Maine aux États-Unis, est un auteur américain et un universitaire en mythologie comparée. Décrit comme le véritable successeur du mythologue américain Joseph Campbell, John enseigne la mythologie, le gnosticisme, les mystères pré-chrétiens. Il a voyagé à travers le monde et a vécu au Japon, au Royaume-Uni, en Grèce, en Norvège, en France, en Espagne et en Belgique.